# ダニエル・フォックス
ダニー・フォックス（Daniel "Danny" Fox, 1986年5月29日 - ）は、イングランド・ウィンスフォード出身の元サッカー選手。登録ポジションはディフェンダー。
イングランドU-21代表として1キャップを記録しているが、2009年10月の日本戦でスコットランド代表に招集された。この時は怪我を理由に辞退したが、翌月のウェールズ戦でスコットランド代表デビューを果たした。

## 経歴

### エヴァートンFC
エヴァートンFCのユース・アカデミーからトップチームに昇格しプロ契約を締結する。2004年10月のアストン・ヴィラFC戦で初のベンチ入りを果たすが、その後も試合出場は無くスコットランドのストランラーFCにレンタル移籍に出される。

### ストランラーFC
11試合に出場し、スコティッシュ・ファースト・ディヴィジョン昇格に貢献したが、エヴァートンFCからは2005年夏を以って自由契約となった。

### ウォルソールFC
彼の自由契約にいち早く動いたのがウォルソールFCであった。
2008年夏の移籍市場でリーズ・ユナイテッドFCから移籍金30万ポンドのオファーがあったと報じられたが、クラブがこれを拒否した。
しかし上位リーグでのプレーを望んでいた彼は2008年1月28日、クラブの提示した移籍金を承諾したコヴェントリー・シティFCと2年契約で移籍する。この時ウォルソールFCでDFラインを組んでいたスコット・ダンも3日後に同クラブへ移籍している。

### コヴェントリー・シティFC
2009年7月16日、ノッティンガム・フォレストFCは移籍金として約200万ポンドを提示したが、クラブはこれを拒否。
セルティックFCからの入札を受けた後、グラスゴーでメディカルチェックを受けている姿が目撃され、2009年7月24日、移籍金150万ポンドでセルティックFCの一員となった。その後ウェンブリー・カップの対アル・アハリ戦に向けてすぐにチームに合流した。

### セルティックFC
セルティックFCでの初出場はチャンピオンズ・リーグ予選の対FCディナモ・モスクワ戦。それ以来左サイドバックの定位置を確保している。2010年1月、バーンリーFCへ完全移籍。

### ノッティンガム・フォレストFC
2014年1月30日、ノッティンガム・フォレストFCへレンタル移籍。その後2014年5月9日、同クラブへ3年契約で完全移籍。

### ウィガン・アスレティックFC
2019年1月29日、ウィガン・アスレティックFCへ移籍した。

### イースト・ベンガルFC
2020年10月19日、イースト・ベンガルFCに加入した。退団後、現役引退を表明した。

## 個人成績
| クラブ                            | シーズン | リーグ                               | リーグ | リーグ | FAカップ | FAカップ | リーグカップ | リーグカップ | その他 | その他 | 合計 | 合計 |
| クラブ                            | シーズン | リーグ                               | 出場   | 得点   | 出場     | 得点     | 出場         | 得点         | 出場   | 得点   | 出場 | 得点 |
| --------------------------------- | -------- | ------------------------------------ | ------ | ------ | -------- | -------- | ------------ | ------------ | ------ | ------ | ---- | ---- |
| エヴァートン                      | 2004-05  | プレミアリーグ                       | 0      | 0      | 0        | 0        | 0            | 0            | —      | —      | 0    | 0    |
| ゲーツヘッド (loan)               | 2004-05  | NPLプレミアディビジョン              | 4      | 0      | 3        | 1        | —            | —            | 0      | 0      | 7    | 1    |
| ストランラー (loan)               | 2004-05  | スコティッシュ・セカンドディビジョン | 11     | 1      | 0        | 0        | 0            | 0            | 0      | 0      | 11   | 1    |
| ウォルソール                      | 2005-06  | リーグ1                              | 33     | 0      | 5        | 0        | 1            | 0            | 2      | 0      | 41   | 0    |
| ウォルソール                      | 2006-07  | リーグ2                              | 44     | 3      | 2        | 0        | 2            | 0            | 1      | 0      | 49   | 3    |
| ウォルソール                      | 2007-08  | リーグ1                              | 22     | 3      | 4        | 0        | 1            | 0            | 1      | 0      | 28   | 3    |
| コヴェントリー・シティ            | 2007-08  | チャンピオンシップ                   | 18     | 1      | 0        | 0        | 0            | 0            | —      | —      | 18   | 1    |
| コヴェントリー・シティ            | 2008-09  | チャンピオンシップ                   | 39     | 5      | 4        | 0        | 2            | 0            | —      | —      | 45   | 5    |
| セルティック                      | 2009-10  | スコティッシュ・プレミアリーグ       | 15     | 0      | 0        | 0        | 1            | 0            | 7      | 0      | 23   | 0    |
| バーンリー                        | 2009-10  | プレミアリーグ                       | 14     | 1      | 0        | 0        | 0            | 0            | —      | —      | 14   | 1    |
| バーンリー                        | 2010-11  | チャンピオンシップ                   | 35     | 0      | 4        | 0        | 2            | 0            | —      | —      | 40   | 0    |
| バーンリー                        | 2011-12  | チャンピオンシップ                   | 1      | 0      | 0        | 0        | 1            | 0            | —      | —      | 2    | 0    |
| サウサンプトン                    | 2011-12  | チャンピオンシップ                   | 41     | 0      | 2        | 0        | 0            | 0            | —      | —      | 43   | 0    |
| サウサンプトン                    | 2012-13  | プレミアリーグ                       | 20     | 1      | 0        | 0        | 0            | 0            | —      | —      | 20   | 1    |
| サウサンプトン                    | 2013-14  | プレミアリーグ                       | 3      | 0      | 0        | 0        | 3            | 0            | —      | —      | 6    | 0    |
| ノッティンガム・フォレスト (loan) | 2013-14  | チャンピオンシップ                   | 14     | 0      | 1        | 0        | 0            | 0            | —      | —      | 15   | 0    |
| ノッティンガム・フォレスト        | 2014-15  | チャンピオンシップ                   | 27     | 0      | 1        | 0        | 2            | 0            | —      | —      | 30   | 0    |

## タイトル

### クラブ
ウォルソールFC
- フットボールリーグ2 : 2006-07

セルティックFC
- ウェンブリー・カップ : 2009

### 個人
ストランラーFC
- ヤングプレイヤー・オブ・ザ・イヤー : 2004

コヴェントリー・シティFC
- プレイヤーズ・プレイヤー・オブ・ザ・シーズン・アワード : 2009
- PFA年間ベストイレブン : 2009